# Tāzeh Kand (ort i Östazarbaijan, lat 38,32, long 46,61)
Tāzeh Kand (persiska: تازه کند, Tāzeh Kand-e Sarand) är en ort i Iran.   Den ligger i provinsen Östazarbaijan, i den nordvästra delen av landet, 500 km nordväst om huvudstaden Teheran. Tāzeh Kand ligger 1 748 meter över havet och antalet invånare är 225.
Terrängen runt Tāzeh Kand är huvudsakligen kuperad, men österut är den bergig. Runt Tāzeh Kand är det ganska glesbefolkat, med 35 invånare per kvadratkilometer. Närmaste större samhälle är Khvājeh, 19,4 km söder om Tāzeh Kand. Trakten runt Tāzeh Kand består i huvudsak av gräsmarker.